# Las turistas quieren guerra
Las turistas quieren guerra es una película cómica argentina, dirigida por Enrique Cahen Salaberry cuyos protagonistas principales son Alberto Olmedo y Jorge Porcel, estrenada el 16 de junio de 1977.
En el transcurso de la película pueden verse lugares emblemáticos de la ciudad de Buenos Aires ya desaparecidos, como el pasaje Seaver, la entrada en el mismo del estudio de arte E. Grinberg, la academia de artes marciales Kumazawa, la cantina Spadavecchia en la Boca y la confitería The Horse en Palermo. También pueden verse los trabajos de remodelación de la cancha del River previos al mundial de 1978, la Torre de los Ingleses en Retiro, la plaza del Congreso y el Rosedal en Palermo.

## Argumento
Alberto y Jorge son empleados de un frigorífico, un día ven un bus donde varias hermosas turistas coquetean con el guía que las conduce y piensan que si pudieran trabajar en eso tendrían numerosas conquistas a su disposición.
Consiguen entrevistarse con los dueños de la agencia de turismo, quienes los contratan de inmediato prometiéndoles rápido ascenso en la compañía y muchas mujeres ávidas de aventuras amorosas.
En realidad ambos empresarios están planeando una estafa de gran magnitud y necesitan dos incautos para inculparlos.
Así comienza una divertida serie de enredos que llevarán a estos dos amigos a involucrarse, sin imaginarlo, en una divertida trama policial

## Reparto
- Alberto Olmedo.............Alberto
- Jorge Porcel.................Jorge Peralta
- Javier Portales............. Alejandro Gurruchaga
- Tincho Zabala..............Lic. Frías Garmet
- Adolfo García Grau.....Dr. Gamarro Salas
- Betiana Blum...............Alicia, esposa de Alberto
- Leonor Onis................Graciela, esposa de Jorge
- Lynn Allison.................turista (conquista de Jorge)
- Karen Mails.................turista sueca (conquista de Alberto)
- Naanim Timoyko
- Petty Castillo
- Monica Land
- Roberto Tarsitani
- Nino Udine
- Alfredo Cabanella
- Alejandro Celaya
- Remedios Climent
- Mirtha del Valle
- Jorge Fiorentino
- Coco Fossati
- Juan Carlos Gioria
- Susana Giralt
- Alfredo Jiménez
- Ricardo Jordan
- Mario Kohut
- Pochi Luna
- Margarita Martin
- Horacio Martin
- Gloria Necon
- Carlos Trabulsi
- Oscar Tubio
- Adrián Zambelli
- Loanna Muller como Turista brasilera (conquista de Jorge)